# Lex Luger
Pour les articles homonymes, voir Luger.
Lex Luger, de son vrai nom Lawrence Wendell Pfohl (né le 2 juin 1958 à Buffalo, New York), est un joueur de football canadien et catcheur américain. Joueur de Football américain à l'Université de Miami et rejoint la ligue canadienne de football au sein de l'équipe des Alouettes de Montréal où il joue de 1979 à 1982 puis au sein de plusieurs équipes de l'United States Football League entre 1984 et 1985.
Il s'entraîne ensuite pour devenir catcheur auprès d'Hiro Matsuda à la Championship Wrestling from Florida. Il rejoint ensuite la Mid-Atlantic Championship Wrestling (en) où il remporte à quatre reprises le championnat des États-Unis de la National Wrestling Alliance (NWA), le championnat du monde par équipe de la NWA (version Mid-Atlantic) avec Barry Windham et la Jim Crockett Sr. Memorial Cup en 1988 avec Sting.
Il intègre la World Championship Wrestling à la suite du rachat de la Mid-Atlantic Championship Wrestling (WCW) par Ted Turner où il est le premier champion poids-lourds des États-Unis puis champion du monde poids-lourds de la WCW.
Il quitte la WCW pour la World Wrestling Federation (WWF) en 1992 et fait aussi des apparitions à la World Bodybuilding Federation (en), la fédération de culturisme de la WWF. À la WWF il co-remporte avec Bret Hart le Royal Rumble en 1994.
Il retourne à la WCW en septembre 1995 et y remporte à deux reprises le championnat du monde télévision ainsi que le championnat du monde par équipe avec Sting et The Giant et devient une deuxième fois champion poids-lourds des États-Unis.

## Jeunesse et carrière de footballeur
Pfohl grandit à Buffalo où ses parents ont un magasin de musique. Il a un frère et une sœur ainé qui s'appellent respectivement Barry et Barbara. il termine ses études secondaires avant de rejoindre l'université d'État de Pennsylvanie où il joue dans l'équipe de football américain au poste d'offensive lineman pendant un an avant de rejoindre l'université de Miami à la suite de différends avec son entraîneur car ce dernier souhaite le faire jouer au poste de linebacker ou defensive end. À la suite du saccage de plusieurs chambres d'hôtel lors d'un déplacement à Atlanta, l’entraîneur l'écarte de l'équipe.
Alors que son expérience universitaire est faible (seulement huit matchs) et qu'il ne peut rejoindre d'équipe de National Football League, il rejoint la ligue canadienne de football et s'engage avec les Alouettes de Montréal en mars 1979,. Il y reste jusqu'en mai 1982 où Charles Bronfman, le nouveau propriétaire des Alouettes décide de ne pas renouveler son contrat. En août, il signe avec la franchise des Packers de Green Bay en National Football League.

## Carrière de catcheur

### Championship Wrestling from Florida (1985-1986)
Alors qu'il participe à un tournoi de golf en Floride, il rencontre le catcheur Bob Roop (en) qui lui suggère de se lancer dans le catch.
Il rejoint la Championship Wrestling from Florida (CWF), un des territoires de la National Wrestling Alliance (NWA), dirigé par Hiro Matsuda qui l'entraîne. Pfohl choisit le nom de ring de Lex Luger en hommage à Lex Luthor pour le prénom et Luger en référence à ses origines allemande. Rapidement, Matsude le met sur le devant de la scène et il devient champion poids-lourds du Sud de la NWA (dans sa version CWF) le 19 novembre 1985 après sa victoire sur Wahoo McDaniel (en) et perd ce titre le 15 janvier 1986 face à Jesse Barr (en),. Il récupère ce titre le 14 février au cours de Battle of Belts II face à ce dernier. Le 12 mars, il remporte un tournoi pour désigner le champion télévision de Floride de la NWA en battant Jerry Grey en finale ; il devient le dernier détenteur de ce titre qui est retiré en février 1987. Le 13 juin, il devient champion poids-lourds des Bahamas de la NWA à la suite de sa victoire sur Ron Bass (en). Le 5 juillet, il ne veut plus être champion des Bahamas et fait équipe avec Tyree Pride dans un match par équipe où celui qui fait remporter son équipe obtient le titre ; Pride fait le tombé sur Ron Bass et devient le nouveau champion poids-lourds des Bahamas. Le 22 juillet, il perd son titre de champion poids-lourds du Sud de la NWA face à The Masked Superstar. Il récupère ce titre une semaine plus tard dans un match revanche. Le 1er septembre au cours de Battle of Belts III, il affronte Ric Flair dans un match au meilleur des trois tombés pour le championnat du monde poids-lourds de la NWA de ce dernier mais ce match se conclut par une égalité à un partout après avoir dépassé le temps imparti. Il perd son titre poids-lourds du Sud le 16 janvier 1987 face à Kevin Sullivan.

### Mid-Atlantic Championship Wrestling/World Championship Wrestling (1987-1992)
En janvier 1987, Jim Crockett, Jr. l'engage au sein de la Mid-Atlantic Championship Wrestling (en) à la suite de sa prestation face à Ric Flair. Il intègre le clan des Four Horsemen mené par Flair avec Arn Anderson et Tully Blanchard managé par J.J. Dillon. Le 10 avril, il participe avec Blanchard à la Jim Crockett Sr. Memorial Cup où ils se hissent en finale en éliminant Bob et Brad Armstrong en quart puis Giant Baba et Isao Takagi (en) en demi-finale ; le lendemain, ils perdent en finale face à Dusty Rhodes et Nikita Koloff. Le 4 juillet au cours du Great American Bash, les Four Horsemen perdent un War Games match face à Rhodes, Koloff, Paul Ellering et les Road Warriors (Road Warrior Hawk et Road Warrior Animal). Il remporte le championnat poids-lourds des États-Unis de la NWA le 18 juillet en battant Koloff dans un match en cage par tombé avec l'aide de Dillon qui donne un coup de chaise à l'adversaire de son protégé en fin de match. Son règne de champion prend fin le 26 novembre à Starrcade face à Rhodes dans un match en cage où, si Rhodes perd, il quitte la fédération pour trois mois. Peu de temps après cette défaite, il quitte les Four Horsemen.
Le 24 janvier 1988 au cours de Bunkhouse Stampede, il participe à un Bunkhouse Stampede remporté par Dusty Rhodes comprenant Tully Blanchard, Ivan Koloff, Warlord, Arn Anderson, Barbarian et Animal. Il fait ensuite équipe avec Barry Windham avec qui il remporte le championnat du monde par équipe de la NWA (dans sa version Mid-Atlantic) le 27 mars au cours du premier Clash of the Champions après leur victoire sur Arn Anderson et Tully Blanchard. Le 20 avril, Windham le trahit en lui faisant perdre un match pour le championnat face à Anderson et Blanchard. Deux jours plus tard, il fait équipe avec Sting et remportent la Jim Crockett Sr. Memorial Cup en éliminant Dick Murdoch et Ivan Koloff au second tour puis The Midnight Express (en) (Bobby Eaton et Stan Lane) en quart, Barbarian et Warlord en demi-finale et enfin Anderson et Blanchard en finale. Il obtient un match pour le championnat du monde poids-lourds de la NWA de Flair le 10 juillet au Great American Bash mais ce match s'arrête après que Luger saigne au visage car la commission athlétique de l'état du Maryland ne tolère pas la pratique du blading au cours des combats de catch. Les deux hommes s'affrontent à nouveau pour le titre le 26 décembre à Starrcade mais Luger perd le match.
Le 20 février 1989 au cours de Chi-Town Rumble, il devient champion poids-lourds des États-Unis pour la deuxième fois après sa victoire sur Barry Windham. Il perd ce titre le 7 mai à WrestleWar face à Michael Hayes, en fin de match les deux hommes sont au sol et Terry Gordy aide Hayes à remporter le match. Il récupère le titre quinze jours plus tard dans un match revanche. Il le défend face à Ricky Steamboat le 23 juillet lors du Great American Bash et conserve son titre après sa victoire par disqualification, son adversaire le frappant avec une chaise. Il le défend à nouveau avec succès le 12 septembre à Clash of the Champions VIII face à Tommy Rich. Brian Pillman est ensuite challengeur pour le titre mais il échoue à deux reprises d'abord le 28 octobre à Halloween Havoc puis le 15 novembre à Clash of the Champions IX, après ce dernier match Luger attaque son adversaire,. Le 13 décembre à Starrcade, il participe à l'Iron Man Tournament, un tournoi de type Round robin, où il bat Sting puis fait match nul en atteignant la limite de temps de 15 minutes face à Ric Flair et gagne par disqualification face au Great Muta qui lui porte un Green mist.
Il obtient deux matchs pour le championnat du monde poids-lourds de Flair d'abord le 25 février à WrestleWar où Arn et Ole Anderson attaquent Sting en fin de match et Luger préfère venir en aide à son allié et perd par décompte à l'extérieur. Ils s'affrontent ensuite dans un match en cage le 19 mai au cours de Capital Combat et en fin de match la cage se relève pour que Barry Windham puisse attaquer Luger causant la défaite de Flair qui conserve cependant son titre. I défend ensuite son titre de champion des États-Unis face à Sid Vicious le 13 juin à Clash of the Champions XI où il l'emporte en moins d'une minute puis le 7 juillet au cours du Great American Bash face à Mean Mark Callous où il conserve son titre,. Le 5 septembre à Clash of the Champions XII, il défend son titre de champion des États-Unis face à Ric Flair et en fin match Stan Hansen vient l'attaquer. Il affronte ensuite Hansen le 27 octobre à Halloween Havoc où il perd son titre avant de le récupérer le 16 décembre à Starrcade,.
Le 1er janvier 1991, la World Championship Wrestling (WCW) cesse d'utiliser les titres de la NWA et Luger se voit donc retirer son titre et à la place il obtient celui de champion poids-lourds des États-Unis de la WCW. Le 30 janvier à Clash of the Champions, il fait équipe avec Sting dans un match pour le championnat du monde par équipe de la WCW de Doom (en) (Ron Simmons et Butch Reed) mais leur match se conclut par la victoire par disqualification de Sting et Luger à la suite de l'attaque de Dan Spivey. Spivey obtient un match pour le titre de champion des États-Unis le 24 février à WrestleWar où Luger conserve son titre ; après le match Nikita Koloff lui remet la nouvelle ceinture et le frappe au visage avec. Le 19 mai au cours de SuperBrawl, il fait équipe avec Sting et ils affrontent les Steiner Brothers (Rick et Scott Steiner) dans un match pour le championnat du monde par équipe, au cours du combat Koloff profite de ce que l'arbitre est inconscient pour attaquer Sting permettant aux frères Steiner de conserver leur titre. Le 12 juin à Clash of the Champions XV, il devient challenger pour le titre de champion du monde poids-lourds de la WCW à la suite de sa victoire sur le Great Muta où Luger ne « vend pas l'impact » de l'Asian mist de son adversaire. Le 14 juillet au cours du Great American Bash, il devient champion poids-lourds après sa victoire sur Barry Windham dans un match en cage pour le titre vacant, car pour des raisons financières Flair et Jim Herd (en) (le président de la WCW) ne sont pas d'accord lors de la renégociation du contrat cez qui conduit le président de la WCW au renvoi du champion du monde poids-lourds début juillet. Ne pouvant détenir les deux ceintures de champion du monde et de champion des États-Unis, il rend ce dernier titre vacant à la suite de cette victoire. Il défend son titre avec succès face à Ron Simmons dans un match au meilleur des trois tombés le 27 novembre au cours d'Halloween Havoc. Le 19 novembre au cours de Clash of the Champions XVII, il conserve son titre face à Rick Steiner. Le 29 décembre, il fait équipe avec Arn Anderson avec qui il bat Terry Taylor (en) et Tom Zenk et plus tard dans la soirée, il participe à une bataille royale remporté par Sting. Le 4 janvier 1992 au cours de Starrcade in Tokyo Dome, il défend son titre avec succès face à Masahiro Chōno. Son règne prend fin après sa défaite face à Sting le 29 février à SuperBrawl II. Peu de temps après, il négocie son départ de la fédération.

### World Bodybuilding Federation (1992)
En quittant la World Championship Wrestling, il signe une clause qui l'interdit de lutter dans d'autres fédérations en 1992 mais cela ne l'empêche pas d'apparaître le 5 avril à WrestleMania VIII où au cours d'une interview faite par Bobby Heenan et Gorilla Monsoon il parle de sa signature à la World Bodybuilding Federation (en), la fédération de culturisme que vient de créer le président de la World Wrestling Federation. Sa présence au sein de cette organisation n'est pas une reconversion mais un moyen de promouvoir la WBF. En juin 1992, il est victime d'un grave accident de moto où il déclare avoir frôlé l'amputation d'un de ses bras.

### World Wrestling Federation (1993-1995)
Il revient à la World Wrestling Federation (WWF) sous les traits d'un personnage narcissique managé par Bobby Heenan fin janvier et bat rapidement Jason Knight le 1er février pour son premier match depuis son départ de la WCW,. Le 4 avril à WrestleMania IX, il remporte un match face à Mr Perfect. Il se qualifie pour le premier tour du tournoi King of the Ring après sa victoire sur Bob Backlund le 2 mai. Le 13 juin au cours du tournoi, il se retrouve face à Tanaka (en) au premier tour et leur affrontement se conclut sur une égalité après avoir atteint la limite de temps de 15 minutes. Le 4 juillet, il participe sur l'USS Intrepid à un bodyslam challenge lancé par Mr Fuji à quiconque étant capable de l'infliger à Yokozuna. Luger arrive depuis un hélicoptère sur le porte-avions et réussit à effectuer cette prise sur Yokozuna gagnant ainsi un pick-up au couleur du drapeau américain. Il change alors de gimmick devenant un « gentil » patriote américain face au japonais qu'est Yokozuna et entame un tournée en bus à travers les États-Unis appelé le Lex Express Tour où il part à la rencontre du public,. Le 30 août à SummerSlam, il affronte Yokozuna dans un match pour le championnat du monde poids-lourds de la WWF, en fin de match, Luger projette son adversaire hors du ring et remporte le match mais le titre ne change pas de main. Leur rivalité donne ensuite lieu à un match par équipe à élimination le 24 au cours des Survivor Series où les All-Americans (l'Undertaker, Rick et Scott Steiner) emmenés par Luger gagnent face aux Foreign Fanatics (Yokozuna, Crush, Jacques et Ludvig Borga), Luger élimine Jacques et plus tard Borga pour remporter le match en étant le dernier membre de son équipe.

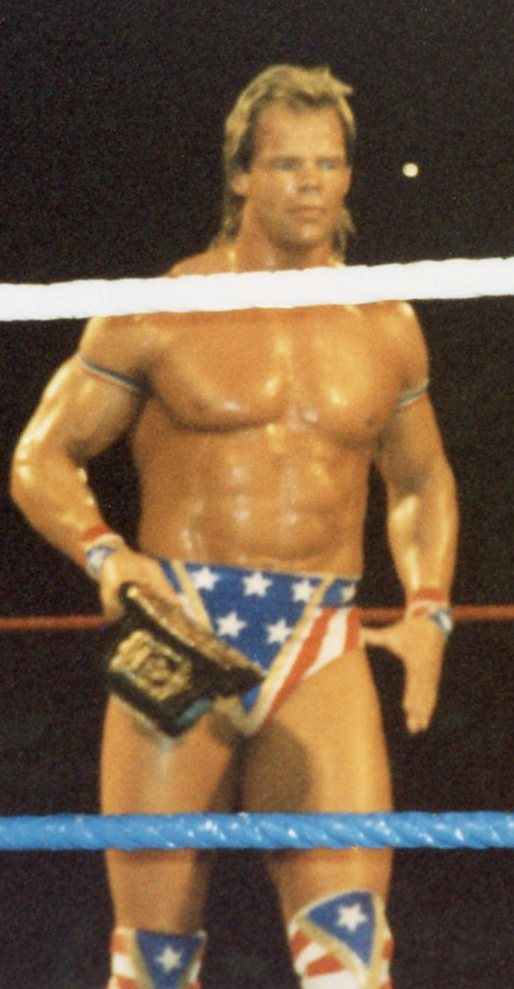
Lex Luger en 1994

Le 22 janvier 1994 au cours du Royal Rumble, il co-remporte avec Bret Hart le Royal Rumble match ; au cours du match, il élimine le Great Kabuki (en), Crush, Adam Bomb puis Bam Bam Bigelow. Il obtient avec Hart un match simple pour le championnat du monde poids-lourds de la WWF de Yokozuna à WrestleMania X face à Yokozuna arbitré par Mr Perfect, en fin de match il attaque Mr Fuji et Jim Cornette (respectivement le manager et le traducteur de Yokozuna) et effectue le tombé. Cependant, Mr Perfect constate que les accompagnants du champion sont inconscients, il décide de disqualifier Luger. Le 21 mai, il perd par décompte à l'extérieur face à Jeff Jarrett dans un match de qualification pour le tournoi King of the Ring. Au cours de l'été, Ted DiBiase vient fréquemment voir les matchs de Luger ce qui laisse croire que ce dernier a rejoint la Million Dollar Corporation ce que réfute Luger. Tatanka ne le croit pas et c'est ce dernier qui rejoint le clan de DiBiase le 25 juillet et défie Luger dans un match à SummerSlam. Le 29 août à SummerSlam, Tatanka remporte son match grâce à l'intervention de DiBiase et, après le match, il attaque Luger qui vient de refuser de l'argent de la part de DiBiase. Le 23 novembre au cours des Survivor Series, il fait équipe avec Adam Bomb, Mabel et les Smoking Guns (Bart et Billy Gunn) et perdent leur match à élimination face à l'équipe de DiBiase (Bam Bam Bigelow, Jimmy Del Ray, King Kong Bundy, Tatanka et Tom Prichard).
Le 2 janvier 1995, il commence à faire équipe avec le British Bulldog avec qui il continue sa rivalité avec la Million Dollar Corporation en affrontant leur match face à Tatanka et Bam Bam Bigelow, leur match se conclut par un décompte à l'extérieur et plus tard un deuxième affrontement a lieu qui voit la victoire de Luger et le British Bulldog. Il participe au Royal Rumble match le 22 janvier 1995 au cours du spectacle éponyme où il élimine Mabel, Bob Backlund et Mantaur (en) avant que Crush ne l'élimine. Le 2 avril à WrestleMania XI, Luger et le British Bulldog obtiennent la victoire face aux Blu Brothers (en) (Jacob et Eli Blu). Le 12 juin, il perd par décompte à l'extérieur face à Yokozuna et ne se qualifie pas pour le tournoi King of the Ring. Le 23 juillet au cours de in Your House 2 : The Lumberjacks, il affronte avec le British Bulldog Owen Hart et Yokozuna pour le championnat du monde par équipe et en fin de match le British Bulldog le trahit permettant à Hart et Yokozuna de conserver leur titre. Peu de temps après, son contrat avec la WWF prend fin.

### Retour à la World Championship Wrestling (1995-2001)
Au cours de l'été 1995, Sting persuade Luger de revenir à la World Championship Wrestling (WCW) ainsi qu'Eric Bischoff (le président de la WCW) de l'engager. Il y fait son retour le 4 septembre au cours du premier épisode de Monday Nitro où il arrive après la victoire d'Hulk Hogan qui vient de défendre son titre de champion du monde poids-lourds de la WCW pour le défier. La semaine suivante, il affronte Hogan pour le titre mais il perd ce match par disqualification à la suite de l'intervention du clan Dungeon of Doom (en) qui attaque Hogan. Le 17 septembre au cours de WCW Fall Brawl, il fait partie de l'équipe d'Hogan avec Randy Savage et Sting avec qui il remporte un War Games match face au Dungeon of Doom (Kamala, Meng, Shark et Zodiac) qui permet à Hogan d'affronter Kevin Sullivan. Le 2 octobre, il affronte Savage dans un match où sa carrière à la WCW est en jeu et gagne grâce à l'intervention du Giant alors que l'arbitre est au sol. Le 29 octobre, à WCW Halloween Havoc, il combat 2 fois durant le show ; le premier combat l'oppose à Meng, et il remporte ce combat par disqualification. Son deuxième combat est contre Randy Savage, mais il perd ce combat. Le 26 novembre, lors de WCW World War 3, il bat Randy Savage et participe à la Three Ring Battle Royale pour couronner un nouveau champion du monde poids-lourds de la WCW, match qui sera remporté par Randy Savage. Le 27 novembre, à Nitro, il fait équipe avec Sting pour battre Arn Anderson et Brian Pillman qui représentent les Four Horsemen. Le 4 décembre, à Nitro, il bat Randy Savage par disqualification dans un match pour le titre de champion du monde poids-lourds, mais Savage conserve son titre. Le 27 décembre, durant WCW Starrcade, il bat Masahiro Chono dans le 3e match de la World Cup of Wrestling, opposant les catcheurs de la WCW à ceux de la NJPW. Il participe également à un Triple Threat Match contre Sting et Ric Flair pour devenir le nouvel aspirant n°1 au titre poids-lourds détenu par Randy Savage. Ric Flair ressortira vainqueur de ce match.

#### Alliance avec Sting et WCW World Tag Teams Champions (1996)
Le 20 janvier 1996, lors de WCW Saturday Night, Luger et Sting perdent face au Harlem Heat et ne remportent pas les titres par équipes de la WCW. Le 22 janvier lors de Nitro, ils battent Harlem Heat pour devenir les nouveaux champions par équipe de la WCW. Le jour suivant, lors de WCW Clash Of The Champions, ils battent The Blue Bloods (Earl Robert Eaton & Lord Steven Regal) pour conserver les titres par équipes.

### Total Nonstop Action Wrestling et retraite (2003-2006)
À la fin de 2003, Luger a commencé à travailler pour la Total Nonstop Action Wrestling (TNA). Il fait équipe avec Jeff Jarrett le 12 novembre contre Sting et A.J. Styles, le match est gagné par Aj et Sting. Tout au long de 2004 et 2005, Luger a fait des apparitions sur le circuit indépendant. Il est retourné à la TNA en 2006, d'abord apparaissant le 27 avril à TNA Impact! en tant que partenaire de Sting. Il aide toujours la TNA mais ne travaille plus pour elle.

## Vie privée
Lex Luger épouse Peggy Hall, sa petite amie à l'université, en 1979,. Ils ont deux enfants, Brian né le 24 janvier 1986 et Lauren née le 24 septembre 1990,.

## Palmarès
- Championship Wrestling from Florida
  - 1 fois Championnat poids-lourds des Bahamas[15]
  - 1 fois Championnat télévision de Floride de la NWA[13]
  - 3 fois Championnat poids-lourds du Sud de la NWA (version CWF)[11]
- Jim Crockett Promotions / World Championship Wrestling
  - 5 fois champion des États-Unis de la NWA/WCW[43],[49]
  - 1 fois NWA World Tag Team Championship (Mid-Atlantic version) avec Barry Windham[85]
  - 2 fois WCW World Heavyweight Championship[86]
  - 2 fois WCW World Tag Team Championship avec Sting (1) et The Giant (1)[87]
  - 2 fois WCW World Television Championship[88]
  - Jim Crockett Sr. Memorial Cup (1988) avec Sting[89]
- World Wrestling All-Stars
  - 1 fois champion du monde poids lourd de la WWA[90]
- World Wrestling Federation
  - Vainqueur du Royal Rumble 1994, covainqueur avec Bret Hart[91]
  - Introduction dans le Hall of Fame en 2025

## Récompenses des magazines
- Pro Wrestling Illustrated
  - Rookie de l'année 1986[92]
  - 4e catcheur le plus détesté de l'année 1987[93]
  - 4e catcheur le plus détesté de l'année 1989[93]
  - Rivalité de l'année 1988 et 1990 contre Ric Flair[94],[95]
  - Match de l'année 1991 (1991) avec Sting contre les Steiner Brothers au SuperBrawl I
  - 2e meilleur catcheur de l'année 1991
  - 3e catcheur le plus détesté de l'année 1991
  - Come-back de l'année 1993
  - catcheur le plus populaire de l'année 1993
  - 2e catcheur le plus inspiré de l'année 1993
  - 7e meilleur catcheur de l'année 1993
  - catcheur de l'année 1997

| Année | 1991 | 1992       | 1993 | 1994 | 1995 | 1996 | 1997 | 1998 | 1999       | 2000 |
| ----- | ---- | ---------- | ---- | ---- | ---- | ---- | ---- | ---- | ---------- | ---- |
| Rang  | 2    | Non classé | 7    | 17   | 23   | 17   | 5    | 29   | Non classé | 82   |